# John Rhodes
John Rhodes, född 18 augusti 1927 i Wolverhampton, är en brittisk racerförare.

## Racingkarriär
Rhodes körde några lopp utanför formel 1-VM för Bob Gerard 1962 och 1965 utan några egentliga framgångar. Han körde även för samma stall i Storbritanniens Grand Prix 1965, där han tvingades bryta på grund av tändningsproblem.

## F1-karriär
| Säsong | Stall/Tillverkare          | Poäng | Placering |
| ------ | -------------------------- | ----- | --------- |
| 1965   | Bob Gerard (Cooper-Climax) | 0     | –         |